# Letnie Grand Prix w kombinacji norweskiej 1999
Letnie Grand Prix w kombinacji norweskiej 1999 – druga edycja LGP w historii kombinacji norweskiej. Sezon składał się z trzech konkursów indywidualnych. Rozpoczął się 22 sierpnia 1999 roku w Wernigerode, a zakończył 28 sierpnia 1999 w Klingenthal. Tytułu sprzed roku bronił reprezentant Niemiec Matthias Looß. Zwycięzcą tej edycji został jego rodak – Ronny Ackermann.

## Kalendarz i wyniki
| Lp | Data             | Miejscowość | Konkurencja | 1 miejsce    | 2 miejsce   | 3 miejsce   |
| -- | ---------------- | ----------- | ----------- | ------------ | ----------- | ----------- |
| 1. | 22 sierpnia 1999 | Wernigerode | K63/10 km   | R. Ackermann | A. Hartmann | J. Deimel   |
| 2. | 25 sierpnia 1999 | Oberhof     | K120/5 km   | R. Ackermann | J. Deimel   | S. Haseney  |
| 3. | 28 sierpnia 1999 | Klingenthal | K120/15 km  | R. Ackermann | S. Haseney  | H. Manninen |

## Klasyfikacja końcowa
| Miejsce | Zawodnik          | Punkty |
| ------- | ----------------- | ------ |
| 1.      | Ronny Ackermann   | 420    |
| 2.      | Sebastian Haseney | 330    |
| 3.      | Jens Deimel       | 295    |
| 4.      | Ralf Adloff       | 216    |
| 5.      | Roman Perko       | 190    |
| 6.      | Andreas Hartmann  | 177    |
| 7.      | Jaakko Tallus     | 170    |
| 8.      | Jens Gaiser       | 169    |
| 9.      | Lucas Vonlanthen  | 149    |
| 10.     | Hannu Manninen    | 138    |
| . . .   |                   |        |
| 37.     | Kazimierz Bafia   | 32     |